# Ядерне право
Я́дерне пра́во — система прав, норм, якими регулюються відносини, пов'язані з використанням ядерної енергії, ядерних об'єктів (установок), джерел іонізуючого випромінювання в різних сферах життєдіяльності, а також відносини, спрямовані на забезпечення радіаційної безпеки, захист життя і здоров'я громадян від впливу іонізуючого випромінювання, охорону довкілля від радіоактивного забруднення.

## Історія
Виникнення, формування та розвиток цього права як галузі тісно пов'язані із законодавчим виділенням діяльності в сфері використання ядерної енергії. Така діяльність включає такі напрями:
- проектування, спорудження, введення в експлуатацію та зняття з експлуатації ядерних установок, джерел іонізуючого випромінювання;
- виконання робіт і надання послуг, які впливають на безпеку під час використання ядерної енергії;
- поводження з ядерними матеріалами та джерелами іонізуючого випромінювання, зокрема, під час розвідки та видобування корисних копалин;
- проведення наукових досліджень із використанням ядерних установок, джерел іонізуючого випромінювання, ядерних матеріалів;
- управління у сфері використання ядерної енергії;
- державне регулювання безпеки під час використання ядерної енергії;
- фізичний захист ядерних установок і матеріалів;
- державний облік ядерних матеріалів і джерел іонізуючого випромінювання;
- державний контроль за радіаційною обстановкою на території України;
- міжнародне співробітництво та забезпечення додержання міжнародних зобов'язань України в сфері використання ядерної енергії.

Під системою ядерного права слід розуміти поділ його норм за окремими ядерно-правовими інститутами відповідно до особливостей ядерних відносин, що регулюються цими нормами. Найважливіший інститут у системі цього права — інститут забезпечення радіаційної безпеки.
Крім галузі права, ядерне право є також галуззю юридичної науки та навчальною дисципліною.